# 里约狂欢节
里约狂欢节（葡萄牙語：Carnaval do Rio de Janeiro）是每年巴西约热内卢在大齋期之前举行的节日，里約狂歡節被认为是世界上最大的狂欢节，每天有200万人上街。1723年，约热内卢举行了第一届狂欢节。
里约狂欢节期間，會舉辦來自约热内卢众多桑巴舞学校的舞者和花車的巡遊。桑巴舞学校由想参加狂欢节的当地居民组成。

## 历史
里约狂欢节的庆祝活动最早可以追溯到1640年代。當時人們舉辦了盛大的宴會，向希腊的酒神致敬。這個儀式來自於罗马人崇拜葡萄收获之神狄俄倪索斯的傳統。葡萄牙人統治巴西期間又引入了“Entrudo”音乐节，这激发了巴西各地居民舉辦巴西狂欢节的靈感。1840年，舉辦了第一場里约化装舞会，當時的主要表演形式是波尔卡和华尔兹。随后，非洲人于1917年引入了桑巴音乐，对狂欢节产生了巨大影响，现在桑巴音乐被认为是巴西的標誌性音樂。

## 另見
- 巴西狂欢节